# Xavier Escaich
Xavier Escaich Ferrer (Castelldefels, 6 settembre 1968) è un ex calciatore spagnolo.

## Caratteristiche tecniche
In attività giocava come attaccante.

## Carriera
Con il Barcellona vinse una Supercoppa di Spagna.

## Palmarès

### Club

#### Competizioni nazionali
- Supercoppa di Spagna: 1

Barcellona: 1994